# Eleccions presidencials del Tadjikistan de 2013
El 6 de novembre de 2013 es van celebrar eleccions presidencials al Tadjikistan. El president en funcions, Emomalí Rahmon, va ser reelegit amb un 84% dels vots i una participació del 86,6%.
En el poder des de 1992, Rahmon buscava un nou mandat, i s'esperava àmpliament que fos reelegit. Cap dels seus cinc oponents, que eren «pràcticament desconeguts fins i tot dins del país», li va criticar públicament, mentre que a Oynihol Bobonazarova, una activista dels drets humans considerada generalment com l'única candidata real de l'oposició, se li va impedir presentar-se, perquè no va aconseguir per poc les signatures suficients per a registrar-se com a candidata. El seu Partit del Renaixement Islàmic va culpar a les autoritats locals d'assetjar als activistes del partit que intentaven recollir signatures.

## Sistema electoral
El president del Tadjikistan és escollit per a un mandat de set anys mitjançant el sistema de dues voltes; si cap candidat obté més del 50% dels vots emesos, se celebra una segona volta entre 15 i 31 dies després entre els dos candidats que hagin obtingut més vots. Perquè el resultat sigui validat, la participació dels votants ha de superar el 50%; si cau per sota del llindar, se celebren noves eleccions.
Els candidats han de reunir i presentar signatures del 5% dels votants registrats (unes 210.000 signatures) per a poder presentar-se a les eleccions.
Els centres de votació van tancar a les 22.00 hores i els primers resultats oficials estaven prevists per a les primeres hores de l'endemà.

## Campanya
Oynihol Bobonazarova, del Partit del Renaixement Islàmic, va retirar la seva candidatura l'11 d'octubre de 2013 després d'haver recollit només 202.000 de les 210.000 necessàries. El partit va al·legar que això es devia a l'assetjament de les autoritats locals durant la campanya de recollida de signatures i que no participaria en les eleccions.
El Partit Socialdemòcrata també va boicotejar les eleccions a causa del que va dir eren «violacions de la constitució, falsificacions organitzades i falta de democràcia i transparència».